# 金剛城寺
金剛城寺（こんごうじょうじ）は、兵庫県神崎郡福崎町にある高野山真言宗の寺院。山号は七種山（なぐささん）。本尊は十一面観世音菩薩。新西国三十三箇所第30番札所。

## 歴史
寺伝によれば、推古天皇5年（597年）に聖徳太子の命を受けた日本における三論宗の開祖である高麗僧恵灌により、七種山の中腹、七種の滝の近くに滋岡寺（しげおかじ）という寺号で創建されたと伝わる。
七種山には修行僧の滋岡川人（しげおかせんにん）が住んでおり、干魃の時に七つの種を人々に与え飢餓から救い、この種は尽きることがなかったという。山の名はこの伝説に由来する。恵灌が寺を建立しようと現地を視察した際、川人より十一面観音を刻んで安置するよう命じられたと伝わる。最初の寺号は、この滋岡川人より名付けられたと言われている。
堂塔伽藍が完成すると、法道仙人を招いて開山式が行われた。天平4年（732年）に焼失するが、聖武天皇の勅命で再建される。空海（弘法大師）の来山以降は真言宗の寺となる。その後寺号を金剛城寺と改めた。
観応元年（1350年）に焼失するが、足利尊氏の命で再建される。しかし、文明6年（1474年）に焼失し、これによって衰退した。江戸時代初期の慶長6年（1601年）に台肪明覚上人により作門寺（さくもんじ）と改められ、復興が始まる。
明治初期に行われた廃仏毀釈などによって寺地を国に没収され、境内が七種山の中腹から現在地に移された。1897年（明治30年）に没収された旧境内地七種山林百十余町歩の下げ渡しの訴訟を起こし、1902年（明治35年）に勝訴している。
1928年（昭和3年）に現在の寺号である金剛城寺に戻された。
当寺の境内を横切る形で当寺の東側にある田賀神社の参道が通っている。

## 境内
- 本堂 - 1912年（明治45年）再建。本尊十一面観世音菩薩安置。
- 阿弥陀堂
- 権現堂
- 護摩堂
- 本坊
  - 庫裏
  - 客殿
- 弁天堂
- 寺院会館
- 正覚殿
- 四国八十八箇所石仏群
- 石造地蔵菩薩像（福崎町指定有形文化財） - 室町時代の応永6年（1399年）の銘がある。
- 鐘楼
- 山門（楼門） - 1932年（昭和7年）建立。旧山門にあった仁王像を安置。
- 七種権現社 - 鎮守社。
- 旧山門 - 寺が七種の滝の近くにあった時代の伽藍の唯一の遺構。江戸時代の元禄14年（1701年）再建。

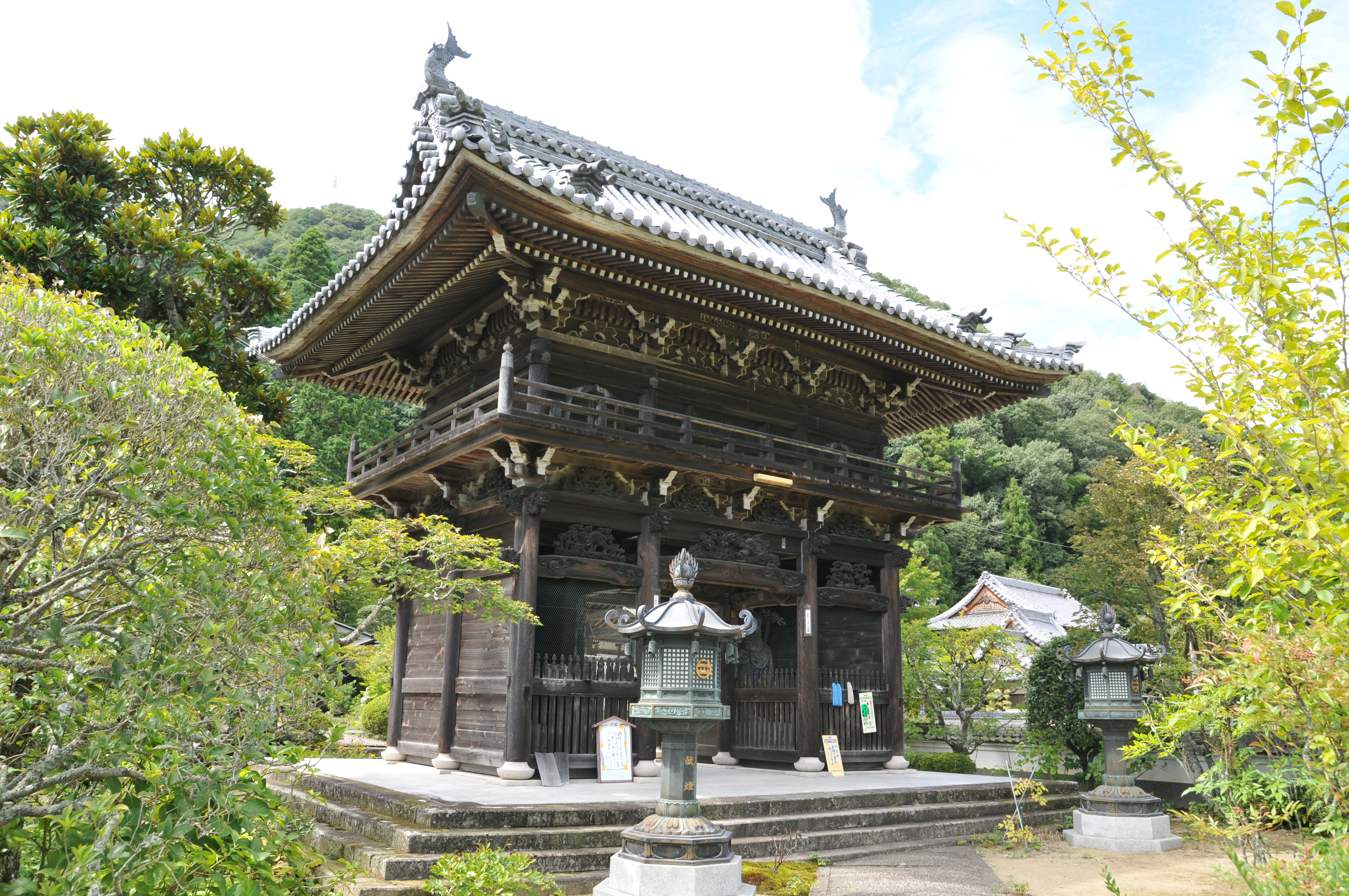
山門
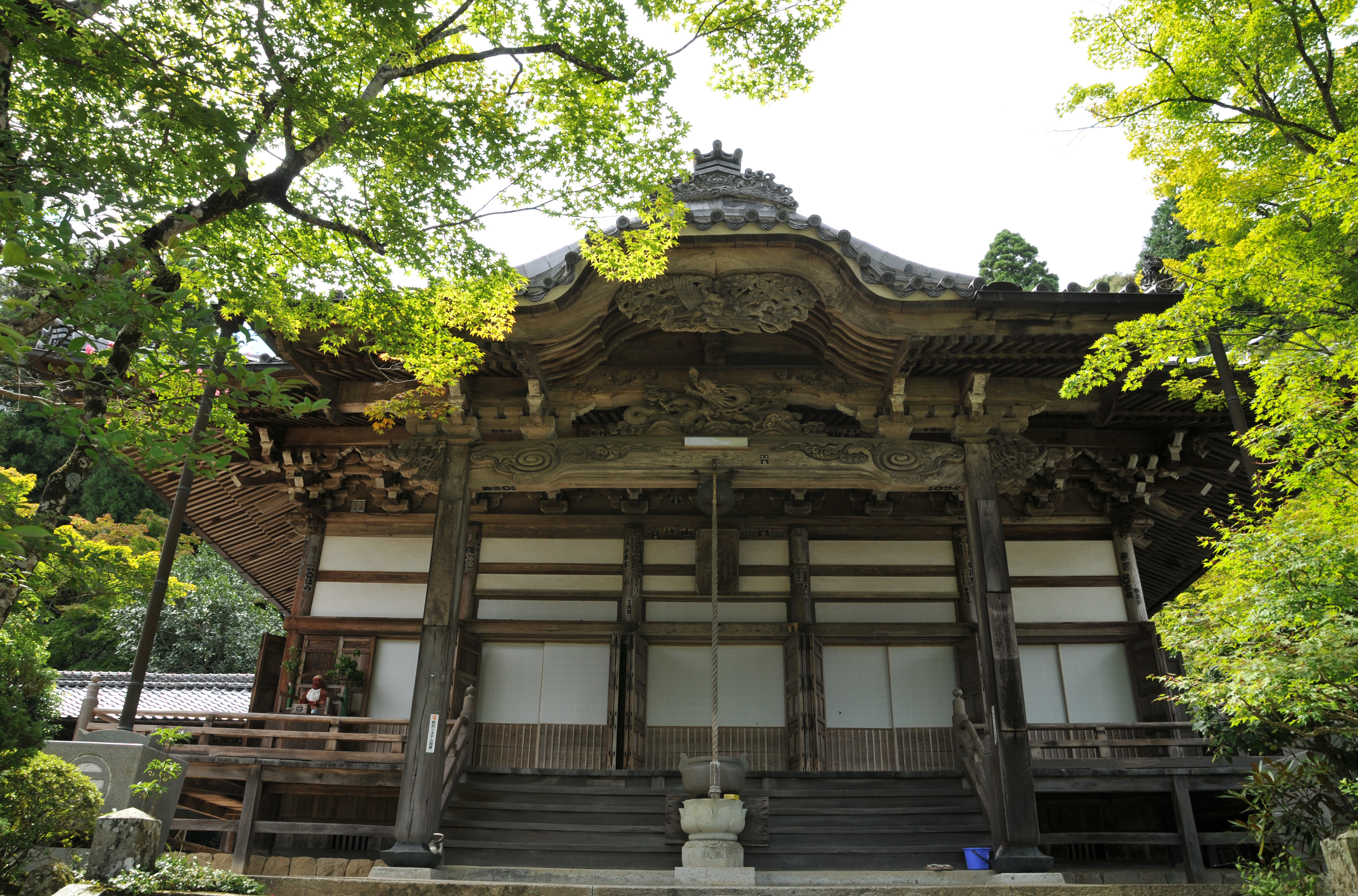
本堂
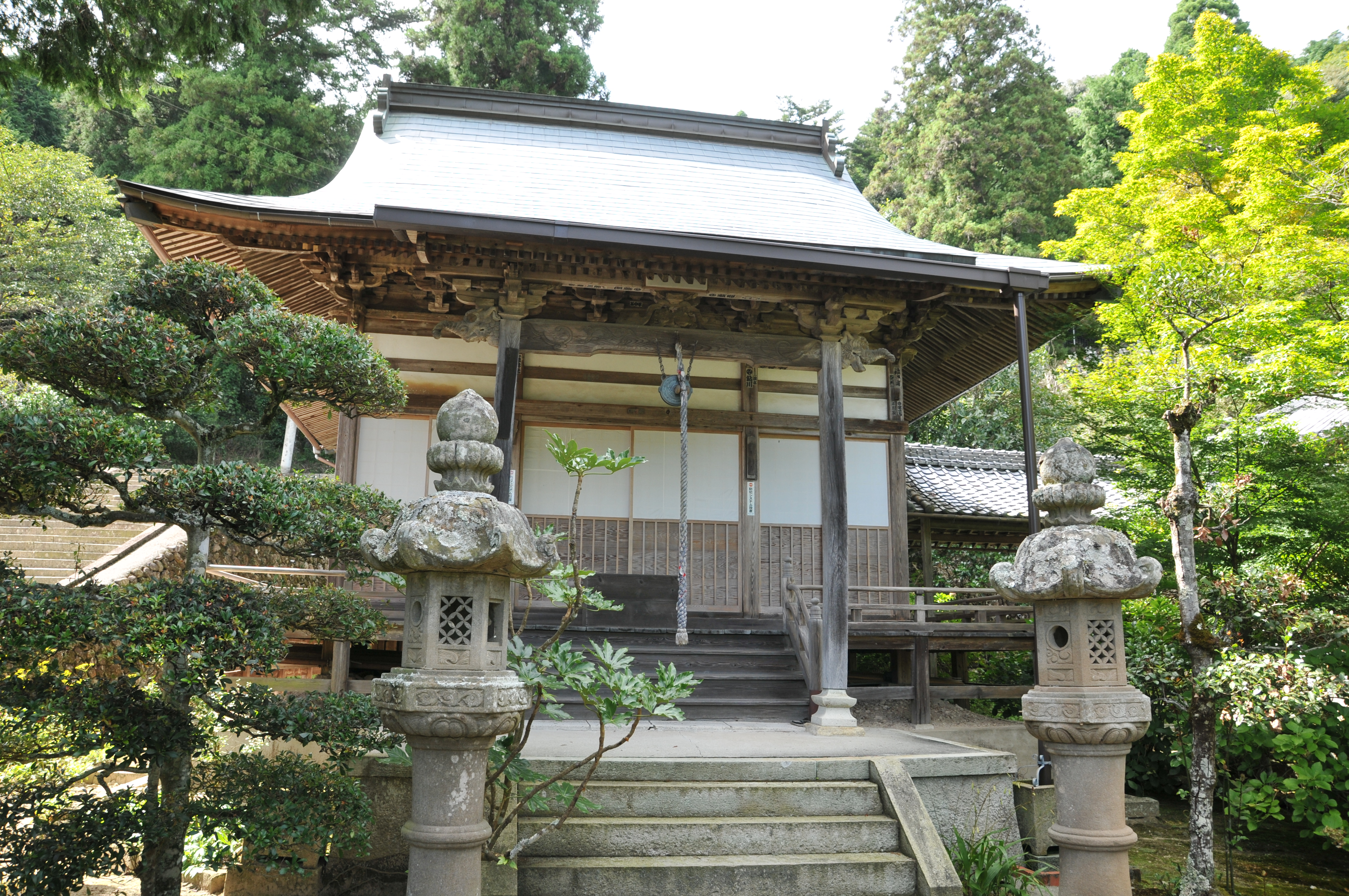
阿弥陀堂
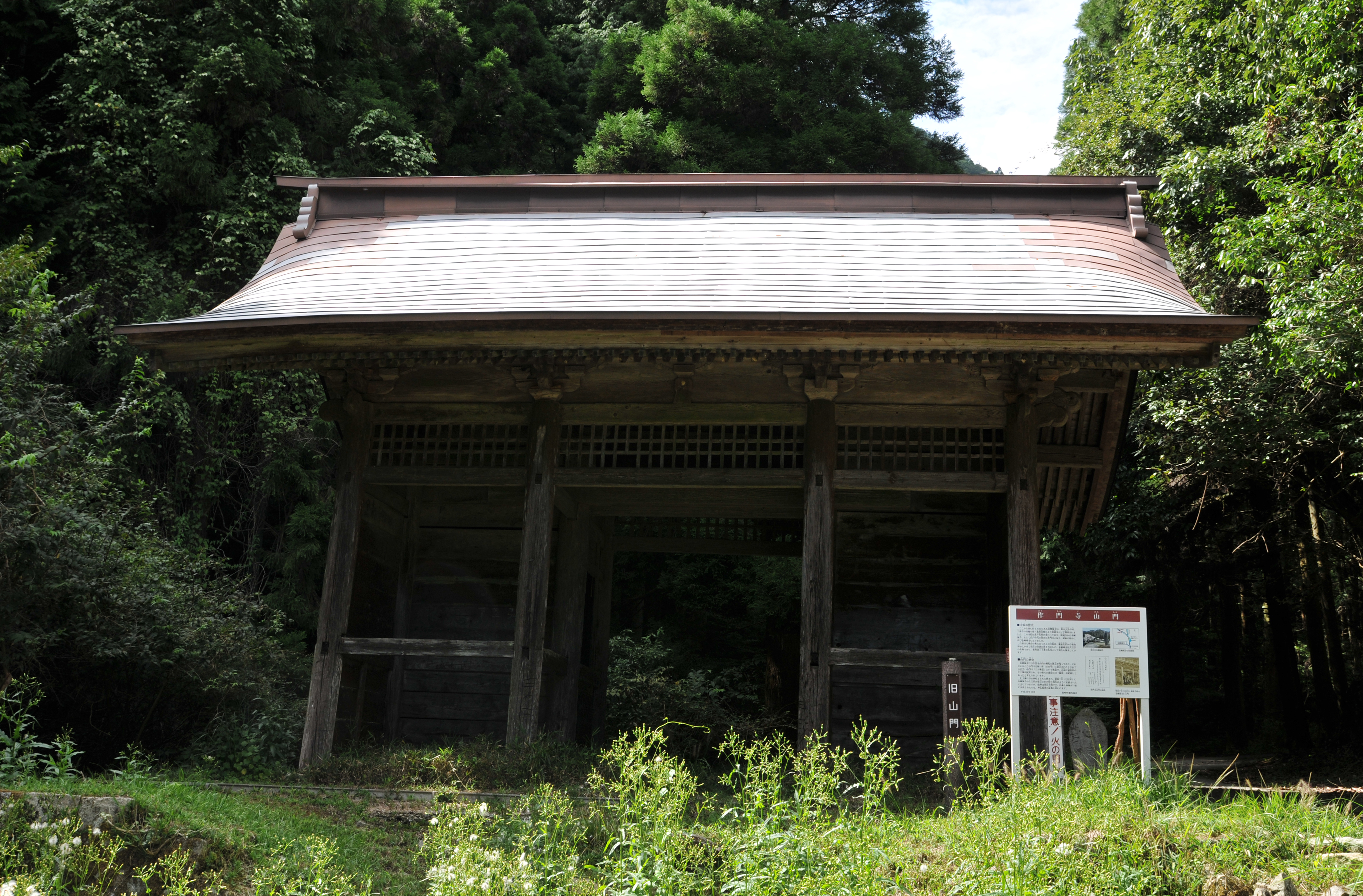
旧山門
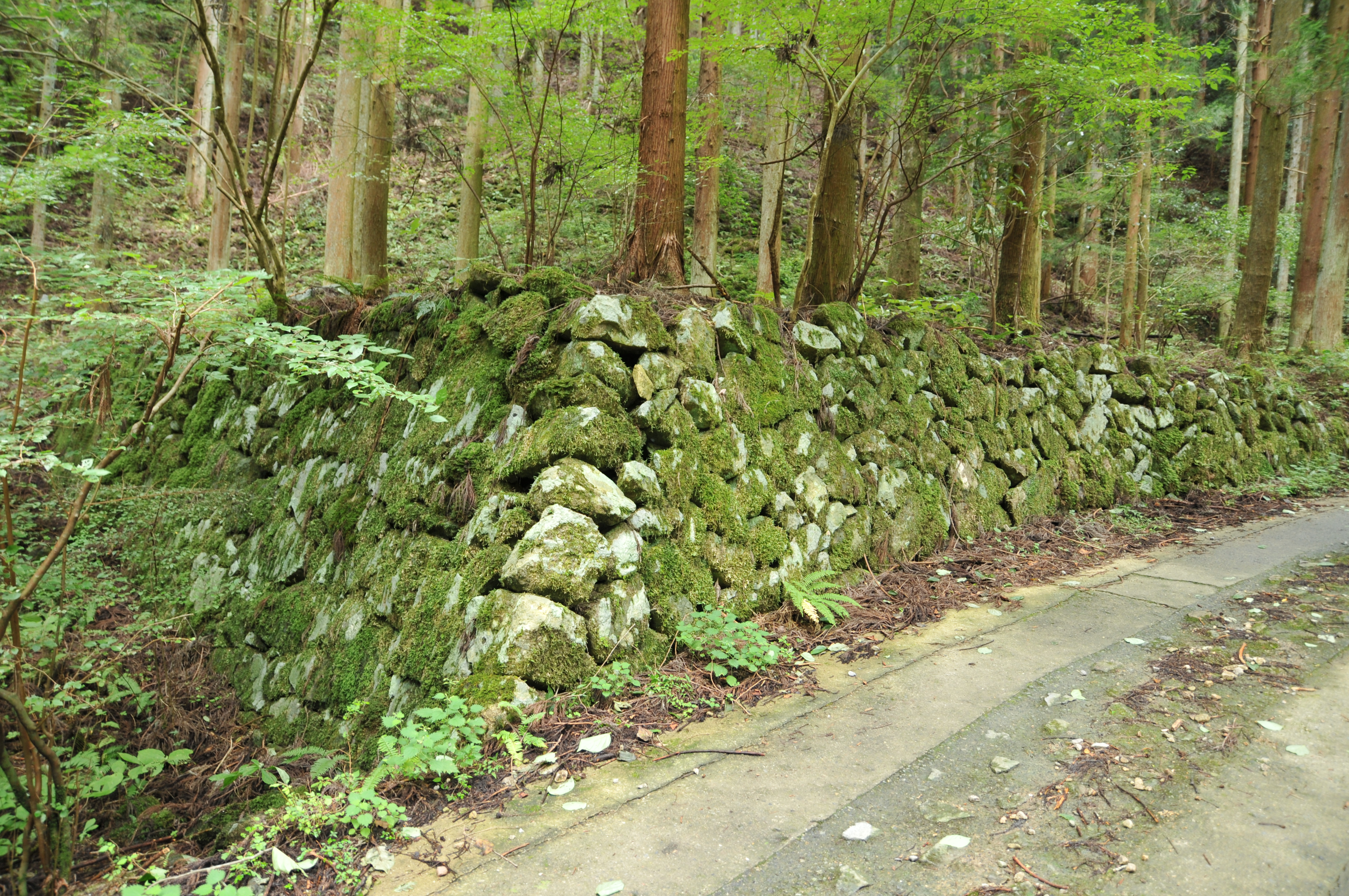
旧作門寺跡地

## 文化財

### 福崎町指定有形文化財
- 石造地蔵菩薩像

## 前後の札所
新西国三十三箇所
29 酒見寺　-　30 金剛城寺　-　31 花岳寺
播磨西国三十三箇所
11 瑠璃寺　-　12 金剛城寺　-　13満願寺

## 開門時間
- 午前9時 - 午後4時

## 所在地
〒679-2218 兵庫県神崎郡福崎町田口236

## 交通アクセス
- 播但線 福崎駅 徒歩50分またはタクシー約5分。

## 周辺情報
- 七種の滝 - 雄滝（落差72m）をはじめとする48滝、兵庫県観光百選、近畿観光100景
- 神積寺 - 991年創建、播磨天台六山の一つ。薬師如来坐像は国の重要文化財
- 福崎町立神崎郡歴史民俗資料館（明治19年竣工の西洋館、兵庫県指定重要文化財）
- 柳田國男生家・柳田國男記念館
- 三木家住宅・旧辻川郵便局